# Graber (Einheit)
Graber war ein Flächenmaß in Österreich. Das Feld- und Landmaß fand Anwendung in Weingärten.
- 1 Graber = 150 bis 160 Quadratklafter (Wiener)

Für Bozen (Südtirol) wurde es mit 80 Quadratruten angegeben.